# Safia Hama Dschan
Safia Hama Dschan (* 1941; † 25. September 2006 in Kandahar) war eine afghanische Lehrerin zum Volk der Tajiken gehörend und Frauenrechtlerin.

## Leben
Die ehemalige Lehrerin Safia Hama Dschan war seit der Gründung des Ministeriums für Frauenfragen 2002 die Frauenbeauftragte der Provinz Kandahar. Unter der Herrschaft der Taliban war Mädchen und Frauen der Schulbesuch strikt untersagt. Mit einer Reihe von Maßnahmen sorgte Hama Dschan für eine Wiedereinschulung afghanischer Mädchen und Frauen, was auf großes Engagement und Begeisterung bei den Schülerinnen stieß. Hama Dschan hatte allein in Kandahar sechs Schulen für Mädchen und Frauen eröffnet, wo bereits 1000 Schülerinnen unter anderem backen und den Verkauf ihrer Güter auf dem Markt lernten. Ebenso brachte sie ihnen die Nutzung von Personal Computern bei.
Auf dem Weg zur Arbeit wurde sie von zwei Attentätern mit vier Schüssen in den Kopf getötet. Insgesamt berichten Augenzeugen von etwa drei Minuten ununterbrochenem Feuer auf das Auto der Politikerin. Ihr Fahrer überlebte das Attentat verletzt. Die beiden beturbanten Täter, die nach Augenzeugenberichten auf ihr Opfer gewartet hatten, konnten mit einem Motorrad entkommen.
Die Ermordung Hama Dschans fiel in eine Zeit zunehmender gewalttätiger Auseinandersetzungen in Afghanistan. Die Häufigkeit von Angriffen auf Schulen war zu dieser Zeit ebenfalls angestiegen. Im Jahr 2005 brannten Militante 146 Schulen nieder und im Jahr 2006 wurden 158 Schulen attackiert.

## Belege
1. ↑  Noor Khan: „Afghan Women's Activist Assassinated by Gunmen“, AP / Washington Post, 26. September 2006

| Personendaten    | Personendaten                |
| ---------------- | ---------------------------- |
| NAME             | Hama Dschan, Safia           |
| KURZBESCHREIBUNG | afghanische Frauenrechtlerin |
| GEBURTSDATUM     | 1941                         |
| STERBEDATUM      | 25. September 2006           |
| STERBEORT        | Kandahar                     |